# 謝里登鎮區 (明尼蘇達州雷德伍德縣)
謝里登鎮區（英語：Sheridan Township）是位於美國明尼蘇達州雷德伍德縣的一個行政鎮區。

## 歷史
謝里登鎮區於1870年成立，得名自南北战争上將菲利普·谢里登（Philip Sheridan）。

## 地方資料
謝里登鎮區的面積為88.27平方千米，當中陸地面積為87.73平方千米，而水域面積為0.54平方千米。根據2020年美國人口普查的數據，當地共有人口187人，而人口密度為每平方千米2.12人。